# Seznam slovenskih rimskokatoliških škofov
Seznam slovenskih rimskokatoliških škofov. Imena škofij so zapisana v današnji obliki. Škofje, ki so prejeli imenovanje za škofa, niso pa iz kakršnegakoli razloga prejeli tudi škofovskega posvečenja, so zapisani ležeče.

## Seznam
| Ime                      | Rojen, umrl                                                                      | Škofovsko posvečenje      | Škofija             | Opombe |
| ------------------------ | -------------------------------------------------------------------------------- | ------------------------- | ------------------- | --- |
| Alojzij Ambrožič         | 27. januar 1930, Gabrje 26. avgust 2011, Toronto                                 | 27. maj 1976              | Toronto             | najprej pomožni škof, nato koadjutor, nadškof metropolit ter kardinal                                                                                             |
| Jožef Balant             | 28. januar 1763, Nova vas pri Lescah 11. maj 1834, Gorica                        | 22. november 1818         | Gorica              | škof, nato nadškof in metropolit |
| Friderik Baraga          | 28. junij 1797, Knežja vas 19. januar 1868, Marquette                            | 1. november 1853          | Marquette           | misijonar, prvi škof (prej apostolski vikar), častitljivi Božji služabnik                                                                                         |
| Jurij Bizjak             | 22. februar 1947, Col                                                            | 5. julij 2000             | Koper               | pomožni, nato redni škof |
| Vinko Bokalič Iglič      | 11. junij 1952, Buenos Aires                                                     | 29. maj 2010              | Buenos Aires        | pomožni škof, lazarist |
| Vinko Bokalič Iglič      | 11. junij 1952, Buenos Aires                                                     | 29. maj 2010              | Santiago del Estero | nadškof, primas Argentine in kardinal (vse 2024) |
| Alojzij Cvikl            | 19. junij 1955, Celje                                                            | 26. april 2015            | Maribor             | nadškof in metropolit; jezuit |
| Maksimilijan Držečnik    | 5. oktober 1903, Zgornja Orlica 13. maj 1978, Maribor                            | 15. december 1946         | Maribor             | pomožni, nato redni škof |
| Martin Duelacher         | okoli 1500, Celje 1. januar 1559, Rein                                           | /                         |                     | cistercijanec, imenovan za naslovnega škofa Callipolisa, do imenovanja za škofa Dunajskega novega mesta ni prišlo; najverjetneje ni prejel škofovskega posvečenja |
| Andrej Glavan            | 16. oktober 1943, Soteska                                                        | 12. junij 2000            | Ljubljana           | pomožni škof, administrator |
| Andrej Glavan            | 16. oktober 1943, Soteska                                                        | 12. junij 2000            | Novo mesto          | prvi škof |
| Ivan Nepomuk Glavina     | 13. april 1828, Boršt 10. november 1899, Trst                                    | 6. oktober 1878           | Poreč in Pulj       | |
| Ivan Nepomuk Glavina     | 13. april 1828, Boršt 10. november 1899, Trst                                    | 6. oktober 1878           | Trst-Koper          | |
| Janez Frančišek Gnidovec | 29. september 1873, Veliki Lipovec 3. februar 1939, Ljubljana                    | 30. november 1924         | Skopje-Prizren      | lazarist, častitljivi Božji služabnik |
| Andrej Gollmayer         | 28. november 1797, Radovljica 17. marec 1883, Gorica                             | 3. junij 1855             | Gorica              | nadškof, metropolit |
| Vekoslav Grmič           | 4. junij 1923, Dragotinci 21. marec 2005, Maribor                                | 21. april 1968            | Maribor             | pomožni, po letu 1980 samo naslovni škof |
| Stanislav Hočevar        | 12. november 1945, Jelendol                                                      | 24. maj 2000              | Beograd             | nadškof in metropolit, predsednik Mednarodne škofovske konference svetega Cirila in Metoda                                                                        |
| Blaž Jaklin              | 8. september 1644, Murska Sobota 17. oktober 1695                                | 13. marec 1689            | Knin                | |
| Blaž Jaklin              | 8. september 1644, Murska Sobota 17. oktober 1695                                | 13. marec 1689            | Nitra               | |
| Anton Jamnik             | 27. julij 1961, Ljubljana                                                        | 8. januar 2006            | Ljubljana           | pomožni škof |
| Anton Bonaventura Jeglič | 29. maj 1850, Begunje 2. julij 1937, Stična                                      | 12. september 1897        | Vrhbosna            | pomožni škof |
| Anton Bonaventura Jeglič | 29. maj 1850, Begunje 2. julij 1937, Stična                                      | 12. september 1897        | Ljubljana           | po upokojitvi naslovni nadškof |
| Janez Jenko              | 5. maj 1910, Mavčiče 24. december 1994, Koper                                    | 6. september 1964         | Koper               | naslovni škof in apostolski administrator Slovenskega Primorja, nato prvi škof obnovljene Škofije Koper                                                           |
| Andrej Jordan            | 29. november 1845, Gorica 4. oktober 1905, Gorica                                | 20. julij 1902            | Gorica              | nadškof, metropolit |
| Ivan Jurkovič            | 10. junij 1952, Kočevje                                                          | 6. oktober 2001           |                     | nuncij, naslovni nadškof |
| Anton Kavčič             | 8. december 1743, Idrija 17. marec 1814, Ljubljana                               | 3. november 1805          | Ljubljana           | |
| Andrej Karlin            | 15. november 1857, Stara Loka 5. april 1933, Maribor                             | 19. marec 1911            | Trst-Koper          | |
| Andrej Karlin            | 15. november 1857, Stara Loka 5. april 1933, Maribor                             | 19. marec 1911            | Maribor             | |
| Martin Kmetec            | 10. november 1956, Ptuj                                                          | 2. februar 2021           | Izmir               | nadškof, minorit |
| Janez Kozinc             | 21. avgust 1975, Celje                                                           | 18. junij 2025 (imenovan) | Murska Sobota       | |
| Franc Kramberger         | 7. oktober 1936, Lenart v Slovenskih goricah                                     | 21. december 1980         | Maribor             | redni škof, 2006–2011 prvi mariborski nadškof in metropolit |
| Franc Ksaver Kutnar      | 26. oktober 1793, Šentvid pri Stični 8. marec 1846, Šentandraž v Labotski dolini | 3. marec 1844             | Maribor             | prvi lavantinski škof slovenskega rodu |
| Jožef Kvas               | 9. september 1919, Zalog pri Cerkljah 29. december 2005, Ljubljana               | 12. junij 1983            | Ljubljana           | pomožni škof |
| Jernej Legat             | 16. avgust 1807, Naklo 12. februar 1875, Trst                                    | 11. april 1847            | Trst-Koper          | |
| Stanislav Lenič          | 6. november 1911, Župeča vas 4. januar 1991, Ljubljana                           | 14. januar 1968           | Ljubljana           | pomožni škof |
| Mitja Leskovar           | 3. januar 1970, Kranj                                                            | 8. avgust 2020            |                     | nuncij, naslovni nadškof |
| Stanislav Lipovšek       | 10. december 1943, Vojnik                                                        | 24. april 2010            | Celje               | |
| Franc Ksaver Lušin       | 3. december 1781, Hum pri Tinjah 2. maj 1854, Gorica                             | 3. oktober 1824           | Trento              | |
| Franc Ksaver Lušin       | 3. december 1781, Hum pri Tinjah 2. maj 1854, Gorica                             | 3. oktober 1824           | Lvov                | nadškof in metropolit |
| Franc Ksaver Lušin       | 3. december 1781, Hum pri Tinjah 2. maj 1854, Gorica                             | 3. oktober 1824           | Gorica              | nadškof in metropolit |
| Anton Mahnič             | 14. september 1850, Kobdilj 14. december 1920, Zagreb                            | 3. december 1896          | Krk                 | Božji služabnik |
| Jože Marketz             | 30. julij 1955, Šentlipš                                                         | 2. februar 2020           | Krka                | 2. krški škof slovenskega rodu (po skoraj 200 letih) |
| Maksimilijan Matjaž      | 23. avgust 1963, Črna na Koroškem                                                | 30. maj 2021              | Celje               | |
| Franc Jožef Mikolič      | 17. marec 1739, Ljubljana 4. december 1793, Ljubljana                            | 23. januar 1790           | Ljubljana           | pomožni škof |
| Jakob Missia             | 30. junij 1838, Hrastje - Mota 24. marec 1902, Gorica                            | 7. december 1884          | Ljubljana           | |
| Jakob Missia             | 30. junij 1838, Hrastje - Mota 24. marec 1902, Gorica                            | 7. december 1884          | Gorica              | nadškof, metropolit, kardinal |
| Ignacij Mrak             | 16. oktober 1810, Hotovlja 2. januar 1901, Marquette                             | 7. februar 1869           | Marquette           | |
| Mihael Napotnik          | 20. september 1850, Tepanjski Vrh 28. marec 1922, Maribor                        | 27. oktober 1889          | Maribor             | |
| Jakob Peregrin Paulič    | 27. april 1757, Žihpolje 5. januar 1827, Celovec                                 | 30. maj 1824              | Krka                | prvi krški škof slovenskega rodu |
| Franc Perko              | 19. november 1929, Krka 20. februar 2008, Ljubljana                              | 6. januar 1987            | Beograd             | nadškof in metropolit; predsednik Jugoslovanske škofovske konference                                                                                              |
| Anton Edvard Pevec       | 16. april 1925, Cleveland 14. december 2014, Cleveland                           | 2. julij 1982             | Cleveland           | pomožni škof |
| Metod Pirih              | 9. maj 1936, Lokovec 23. marec 2021, Vipava                                      | 27. maj 1985              | Koper               | 2 leti koadjutor, 1987 redni škof |
| Janez Zlatoust Pogačar   | 22. januar 1811, Vrba 25. januar 1884, Ljubljana                                 | 5. september 1875         | Ljubljana           | |
| Jožef Pogačnik           | 28. september 1902, Kovor 25. marec 1980, Ljubljana                              | 7. april 1963             | Ljubljana           | pomožni škof, od 1964 nadškof, prvi ljubljanski metropolit po obnovitvi metropolije v Lj 1968                                                                     |
| Tomaž Prelokar           | okoli 1421, Celje ali okolica 25. april 1496, Konstanca                          | 12. september 1491        | Konstanca           | knezoškof; prvi Slovenec s škofovskim posvečenjem |
| Baltazar Radlič          | 1533, Višnja Gora 15. maj 1579, Gornji grad                                      | /                         | Ljubljana           | umrl pred škofovskim posvečenjem |
| Matevž Ravnikar          | 20. september 1776, Vače 20. november 1845, Trst                                 | 18. december 1831         | Trst-Koper          | prvi tržaško-koprski škof |
| Franc Rode               | 23. september 1934, Rodica                                                       | 6. april 1997             | Ljubljana           | nadškof in metropolit; nato kurijski kardinal, prefekt Kongregacije za ustanove posvečenega življenja in družbe apostolskega življenja; lazarist                  |
| Franc Rogač              | 29. julij 1880, Tišina 20. februar 1961, Pécs                                    | 29. junij 1948            | Pécs                | |
| Gregorij Rožman          | 9. marec 1883, Dolinčiče 16. november 1959, Cleveland                            | 14. julij 1929            | Ljubljana           | 1 leto koadjutor, nato redni škof; od 1945 v emigraciji, uradno škof ordinarij do smrti                                                                           |
| Andrej Saje              | 22. april 1966, Novo mesto                                                       | 26. september 2021        | Novo mesto          | |
| Frančišek Borgia Sedej   | 10. oktober 1854, Cerkno 29. november 1931, Gorica                               | 25. marec 1906            | Gorica              | nadškof metropolit; prisiljen v odstop 1931 |
| Jurij Slatkonja          | 21. marec 1456, Ljubljana 26. april 1522, Dunaj                                  | 13. november 1513         | Pičen               | |
| Jurij Slatkonja          | 21. marec 1456, Ljubljana 26. april 1522, Dunaj                                  | 13. november 1513         | Dunaj               | prvi škof |
| Anton Martin Slomšek     | 26. november 1800, Uniše 24. september 1862, Maribor                             | 5. julij 1846             | Maribor             | prvi lavantinski škof s sedežem v Mariboru, blaženi |
| Jožef Smej               | 15. februar 1922, Bogojina 21. november 2020, Lenart v Slovenskih goricah        | 12. maj 1983              | Maribor             | pomožni škof |
| Josip Srebrnič           | 2. februar 1876, Solkan 21. junij 1966, Krk                                      | 8. december 1923          | Krk                 | nazadnje naslovni nadškof |
| Andrés Stanovnik         | 15. december 1949, Buenos Aires                                                  | 16. december 2001         | Reconquista         | kapucin |
| Andrés Stanovnik         | 15. december 1949, Buenos Aires                                                  | 16. december 2001         | Corrientes          | nadškof, metropolit |
| Janez Nepomuk Stariha    | 12. maj 1845, Semič 27. november 1915, Ljubljana                                 | 28. oktober 1902          | Rapid City          | prvi škof |
| Jakob Stepišnik          | 22. julij 1815, Celje 28. junij 1889, Maribor                                    | 18. januar 1863           | Maribor             | |
| Anton Stres              | 15. december 1942, Donačka Gora                                                  | 24. junij 2000            | Maribor             | pomožni škof, lazarist |
| Anton Stres              | 15. december 1942, Donačka Gora                                                  | 24. junij 2000            | Celje               | prvi škof, nato mariborski nadškof koadjutor |
| Anton Stres              | 15. december 1942, Donačka Gora                                                  | 24. junij 2000            | Ljubljana           | nadškof metropolit |
| Peter Štumpf             | 28. junij 1962, Murska Sobota                                                    | 10. september 2006        | Maribor             | pomožni škof |
| Peter Štumpf             | 28. junij 1962, Murska Sobota                                                    | 10. september 2006        | Murska Sobota       | |
| Peter Štumpf             | 28. junij 1962, Murska Sobota                                                    | 10. september 2006        | Koper               | |
| Alojzij Šuštar           | 14. november 1920, Grmada 29. junij 2007, Ljubljana                              | 13. april 1980            | Ljubljana           | nadškof in metropolit; prvi predsednik Slovenske škofovske konference (od 1993 samostojne)                                                                        |
| Franc Šuštar             | 27. april 1959, Ljubljana                                                        | 15. marec 2015            | Ljubljana           | pomožni škof |
| Ivan Jožef Tomažič       | 1. avgust 1876, Miklavž pri Ormožu 26. februar 1949, Maribor                     | 1. avgust 1928            | Maribor             | pomožni, nato redni škof |
| Jakob Trobec             | 10. julij 1838, Log pri Polhovem Gradcu 14. december 1921, Brockway              | 21. september 1897        | Saint Cloud         | |
| Alojzij Turk             | 21. november 1909, Prečna 20. april 1995, Ljubljana                              | 20. april 1980            | Beograd             | nadškof |
| Marjan Turnšek           | 25. julij 1955, Celje                                                            | 25. junij 2006            | Murska Sobota       | prvi škof |
| Marjan Turnšek           | 25. julij 1955, Celje                                                            | 25. junij 2006            | Maribor             | koadjutor, nato nadškof in metropolit |
| Alojz Uran               | 22. januar 1945, Spodnje Gameljne 11. april 2020, Ljubljana                      | 6. januar 1993            | Ljubljana           | pomožni škof, nato nadškof metropolit |
| Lojze Urbanč             | 25. julij 1958, Buenos Aires                                                     | 10. marec 2007            | Catamarca           | |
| Anton Vovk               | 19. maj 1900, Vrba 6. julij 1963, Ljubljana                                      | 1. december 1946          | Ljubljana           | pomožni škof, administrator, nato redni škof, nazadnje nadškof; Božji služabnik                                                                                   |
| Janez Vertin             | 17. julij 1844, Dobliče 26. februar 1899, Marquette                              | 14. september 1879        | Marquette           | |
| Jernej Vidmar            | 11. avgust 1802, Kranj 17. maj 1883, Kranj                                       | 17. junij 1860            | Ljubljana           | |
| Anton Alojzij Wolf       | 14. junij 1782, Idrija 7. februar 1859, Ljubljana                                | 2. oktober 1824           | Ljubljana           | ponovno knezoškof |
| Stanislav Zore           | 7. september 1958, Znojile                                                       | 23. november 2014         | Ljubljana           | nadškof metropolit; frančiškan |
| Alojzij Matija Zorn      | 13. januar 1837, Prvačina 8. julij 1897, Dunaj                                   | 14. januar 1883           | Poreč in Pulj       | |
| Alojzij Matija Zorn      | 13. januar 1837, Prvačina 8. julij 1897, Dunaj                                   | 14. januar 1883           | Gorica              | nadškof, metropolit |
| Jožef Žabkar             | 24. december 1914, Ljubljana 19. maj 1984, Rim                                   | 30. junij 1969            |                     | nuncij, naslovni nadškof |
| Anton Žerdin Bukovec     | 11. junij 1950, Čentiba                                                          | 14. april 2002            | San Ramón           | apostolski vikar, frančiškan |

## Avstrijski škofje, rojeni v Sloveniji
| Ime                                 | Rojen, umrl                                                                         | Škofovsko posvečenje | Škofija             | Opombe                        |
| ----------------------------------- | ----------------------------------------------------------------------------------- | -------------------- | ------------------- | ----------------------------- |
| Herman Celjski                      | 1383, Celje 13. december 1421, Celje                                                | 8. september 1413    | Freising            |                               |
| Konrad V. Hebenstreit               | ?, Slovenske Konjice 1412, Škofja Loka                                              | 1402                 | Krka                |                               |
| Konrad V. Hebenstreit               | ?, Slovenske Konjice 1412, Škofja Loka                                              | 1402                 | München in Freising |                               |
| Sigismund Anton von Hohenwart       | 2. maj 1730, Dvorec Kolovec 30. junij 1820, Dunaj                                   | 23. oktober 1791     | Trst                | jezuit                        |
| Sigismund Anton von Hohenwart       | 2. maj 1730, Dvorec Kolovec 30. junij 1820, Dunaj                                   | 23. oktober 1791     | Sankt Pölten        |                               |
| Sigismund Anton von Hohenwart       | 2. maj 1730, Dvorec Kolovec 30. junij 1820, Dunaj                                   | 23. oktober 1791     | Dunaj               | nadškof                       |
| Sigismund Ernst Hohenwart           | 7. junij 1745, Celje 22. april 1825, Linz                                           | 7. maj 1815          | Linz                | avguštinec                    |
| Ulrik s Planine                     | ? 10. november 1330                                                                 | ?                    | Chiemsko jezero     |                               |
| Vernt Šenk z Rifnika                | ? 8. april 1335                                                                     | /                    | Bamberg             |                               |
| Wolfgang Hannibal von Schrattenbach | 12. september 1660, Grad Lemberg 22. julij 1738, Brno                               | 27. februar 1712     | Olomuc              | kardinal, neapeljski podkralj |
| Henrik s Soteske                    | ? 5. februar 1326                                                                   | ?                    | Maribor             |                               |
| Henrik s Soteske                    | ? 5. februar 1326                                                                   | ?                    | Krka                |                               |
| Ulrik z Viltuša                     | ? 26. avgust 1351, Straßburg                                                        | ?                    | Krka                |                               |
| Ignac Franc Zimmermann              | 26. julij 1777, Slovenska Bistrica 28. september 1843, Šentandraž v Labotski dolini | 12. september 1824   | Maribor             |                               |

## Tuji škofje slovenskih korenin
| Ime                     | Rojen, umrl                                            | Škofovsko posvečenje | Škofija        | Opombe                                                                         |
| ----------------------- | ------------------------------------------------------ | -------------------- | -------------- | ------------------------------------------------------------------------------ |
| Elden Francis Curtiss   | 16. junij 1932, Baker City, Oregon, ZDA                | 4. marec 1976        | Helena         | ?                                                                              |
| Elden Francis Curtiss   | 16. junij 1932, Baker City, Oregon, ZDA                | 4. marec 1976        | Omaha          | ?                                                                              |
| Smiljan Franjo Čekada   | 29. avgust 1902, Donji Vakuf 18. januar 1976, Sarajevo | 6. avgust 1939       | Skopje         | oče Slovenec, mati bosanska Hrvatica                                           |
| Smiljan Franjo Čekada   | 29. avgust 1902, Donji Vakuf 18. januar 1976, Sarajevo | 6. avgust 1939       | Vrhbosna       | oče Slovenec, mati bosanska Hrvatica                                           |
| Edward Charles Malesic  | 14. avgust 1960, Harrisburg, Pensilvanija, ZDA         | 13. julij 2015       | Greensburg     | oče Joseph A. Malesich                                                         |
| Edward Charles Malesic  | 14. avgust 1960, Harrisburg, Pensilvanija, ZDA         | 13. julij 2015       | Cleveland      | oče Joseph A. Malesich                                                         |
| Giovanni Moretti        | 20. november 1923, Meina 16. oktober 2018, Meina       | 24. oktober 1971     |                | nuncij, naslovni nadškof; oče Italijan, mati Slovenka Jerca Pertnač iz Dobrove |
| Luigi (Alojzij) Pelizzo | 26. februar 1860, Fojda 14. avgust 1936, Fojda         | 19. avgust 1906      | Škofija Padova | kasneje naslovni nadškof, po rodu Beneški Slovenec                             |
| Severin Pernek          | 9. november 1924, Travnik 2. maj 1997, Dubrovnik       | 18. junij 1967       | Dubrovnik      | oče Slovenec Frančišek Pernek, mati Švicarka Anna Augusta von Schneeberg       |

## Apostolski vikarji in administratorji
V spodnjem seznamu so slovenski  duhovniki, ki so upravljali apostolski vikariat ali apostolsko administraturo (teritorialni enoti, iz katerih naj bi se v bodočnosti razvila škofija, začasno pa je to lahko tudi del že obstoječe škofije, ki se kot posledica spremememb državnih meja znajde v drugi državi). Vikarji in administratorji niso nujno tudi škofje, kakor je tudi v primeru s spodaj navedenimi duhovniki.
| Ime               | Rojen, umrl                                                 | Škofovsko posvečenje | Vikariat/ administratura | Opombe                           |
| ----------------- | ----------------------------------------------------------- | -------------------- | ------------------------ | -------------------------------- |
| Karel Jamnik      | 13. september 1891, Brankovo 3. november 1949, Trnovo       | /                    | Reka (Hrvaška)           | apostolski administrator         |
| Ivan Jerič        | 4. junij 1891, Dokležovje 21. december 1975, Slovenj Gradec | /                    | Prekmurje                | apostolski administrator         |
| Jožef Kerec       | 15. oktober 1892, Prosečka vas 27. junij 1974, Veržej       | /                    | Zhaotong, Kitajska       | apostolski administrator         |
| Albin Kjuder      | 25. februar 1893, Dutovlje 12. marec 1967, Sežana           | /                    | slovenska Goriška        | apostolski administrator         |
| Ignacij Knoblehar | 6. julij 1819, Škocjan 13. april 1858, Neapelj              | /                    | Kartum, Sudan            | apostolski vikar                 |
| Janez Mihelčič    | 13. maj 1942, Radovljica                                    | /                    | Kirgizistan              | apostolski administrator, jezuit |
| Franc Močnik      | 26. september 1907, Idrija 4. november 2000, Gorica         | /                    | slovenska Goriška        | apostolski administrator         |
| Mihael Toroš      | 12. avgust 1884, Medana 29. december 1963, Nova Gorica      | /                    | slovenska Goriška        | apostolski administrator         |